# ناوچه کلاس آپولو
ناوچه کلاس آپولو (به انگلیسی: Apollo-class frigate) یک کلاس از کشتی است که طول آن ۱۴۵ فوت (۴۴ متر) می‌باشد.